# HTC Vive Focus
O HTC Vive Focus é um periférico adicional de realidade virtual para jogos eletrónicos (dispositivo tecnológico de imersão em ambiente virtual 3D e 360º) no formato de um óculos tecnológico de cabeça desenvolvido pela HTC para uso com um smartphone, que opera com o sistema Android e a plataforma Viveport.

## Especificações Técnicas
Os detalhes técnicos do óculos:
- Tipo: Standalone VR;
- Optics: Pancake lenses
- Escala IPD: 60-68 mm, hardware ajustável (manual)
- Passthrough: Dual RGB passthrough cameras
- Display: 2 x LCD binocular
- Resolução: 1440x1600 por-olho
- Atualização: 120 Hz
- Visible FoV: 92° diagonal
- Tracking: 6 DoF Inside-out via 4 integrated cameras
- Controle: 2 x Nolo Sonic 2 Controller
- Portas: USB tipo-C
- Chipset: Qualcomm Snapdragon 835
- CPU: Octa-core Kryo 280 (1 x 2.84 GHz, 3 x 2.42 GHz, 4 x 1.8 GHz)
- GPU: Adreno 540
- Memória: 8 GB LPDDR5
- Armazenamento: 128 GB